# Tramway d'Atchinsk
Le tramway d'Atchinsk est le réseau de tramways de la ville d'Atchinsk, ville du kraï de Krasnoïarsk, en Russie. Le réseau comporte trois lignes. Officiellement mis en service le 15 avril 1967, il est l'un des derniers réseaux de tramway construit en Russie.
Le réseau est surtout utilisé par les ouvriers de l'usine de production d'alumine d'Atchinsk Rusal.